# Abyssidrilus hessleri
Abyssidrilus hessleri är en ringmaskart som beskrevs av Erséus 1989. Abyssidrilus hessleri ingår i släktet Abyssidrilus och familjen glattmaskar. Inga underarter finns listade i Catalogue of Life.